# Ostia Antica
För andra betydelser, se Ostia.

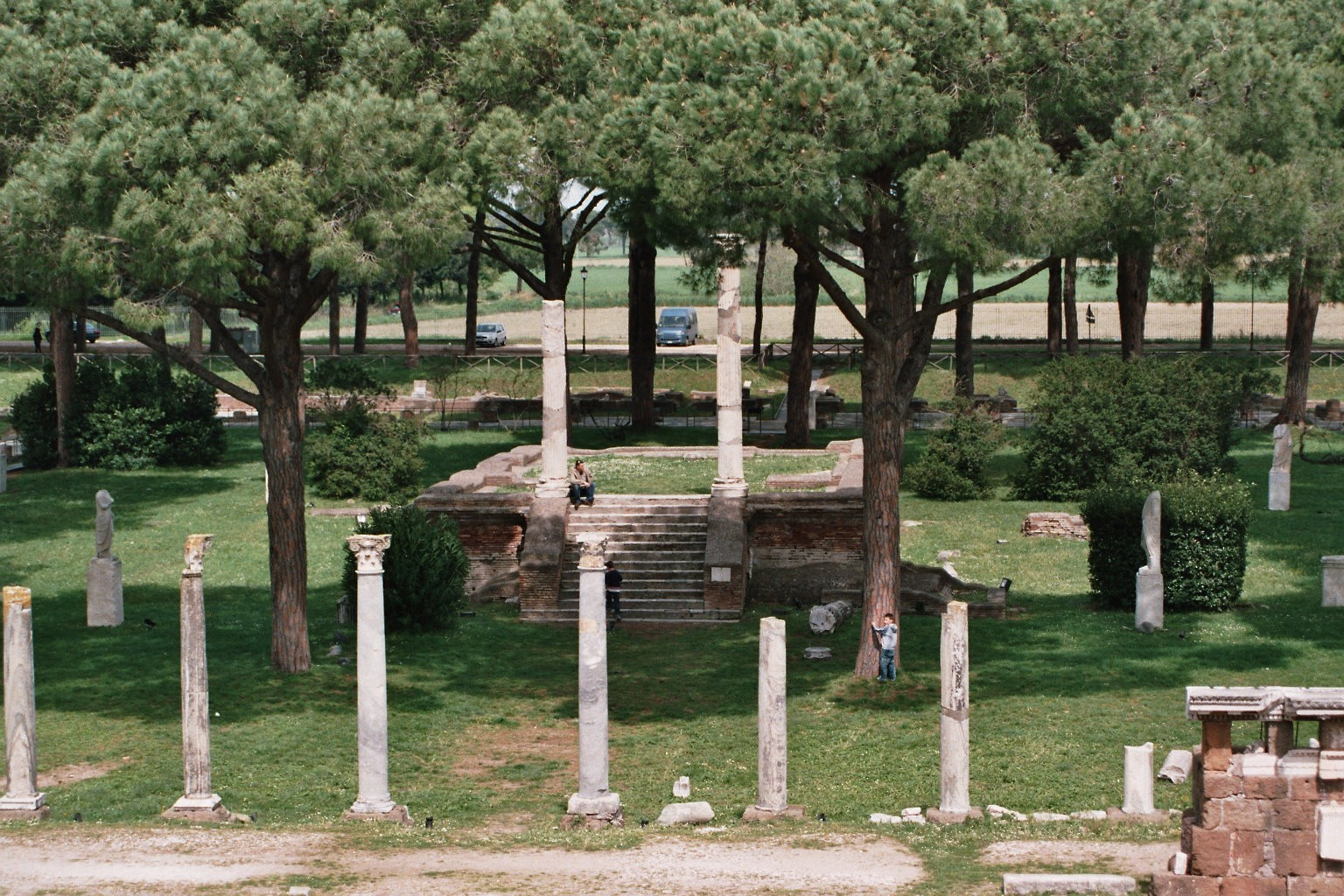
Piazzale delle Corporazioni, Ostia.

Ostia (av latin ostium, "dörr", "mynning"), som i dag är beläget i Ostia Antica (Scavi di Ostia Antica), var det antika Roms hamnstad vid Tiberns mynning, belägen cirka 18 kilometer sydväst om huvudstaden som var förbunden med Ostia genom Via Ostiensis.

## Historia
Från urminnes tider utvann man där salt i de långsträckta grunda lagunerna på ömse sidor om flodens utlopp. Ostia, den äldsta romerska kolonin, anlades enligt traditionen av Ancus Marcius på 600-talet f.Kr. Ostia blomstrade snart och fick under republikens tid allt större betydelse som hamn för dels transport- och handelsfartyg, dels krigsflottan. 

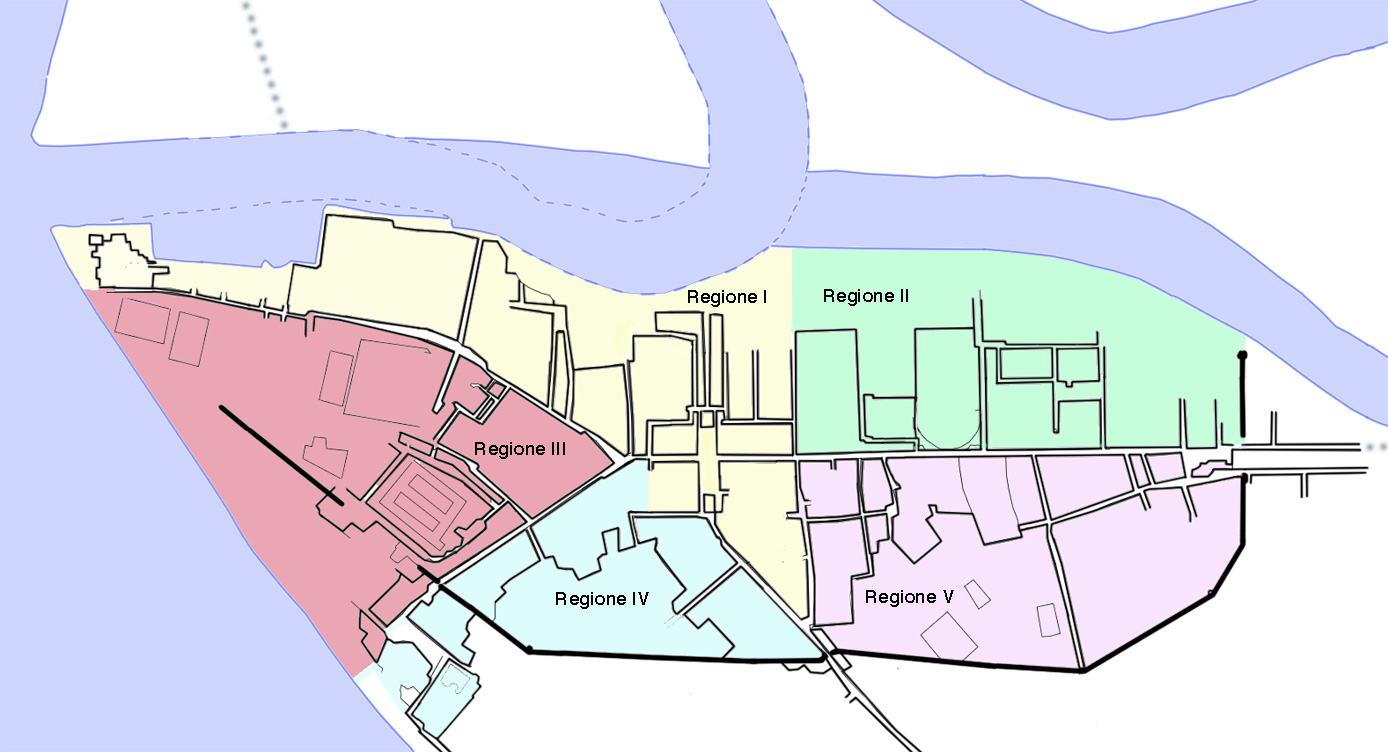
Karta över Ostia Antica.

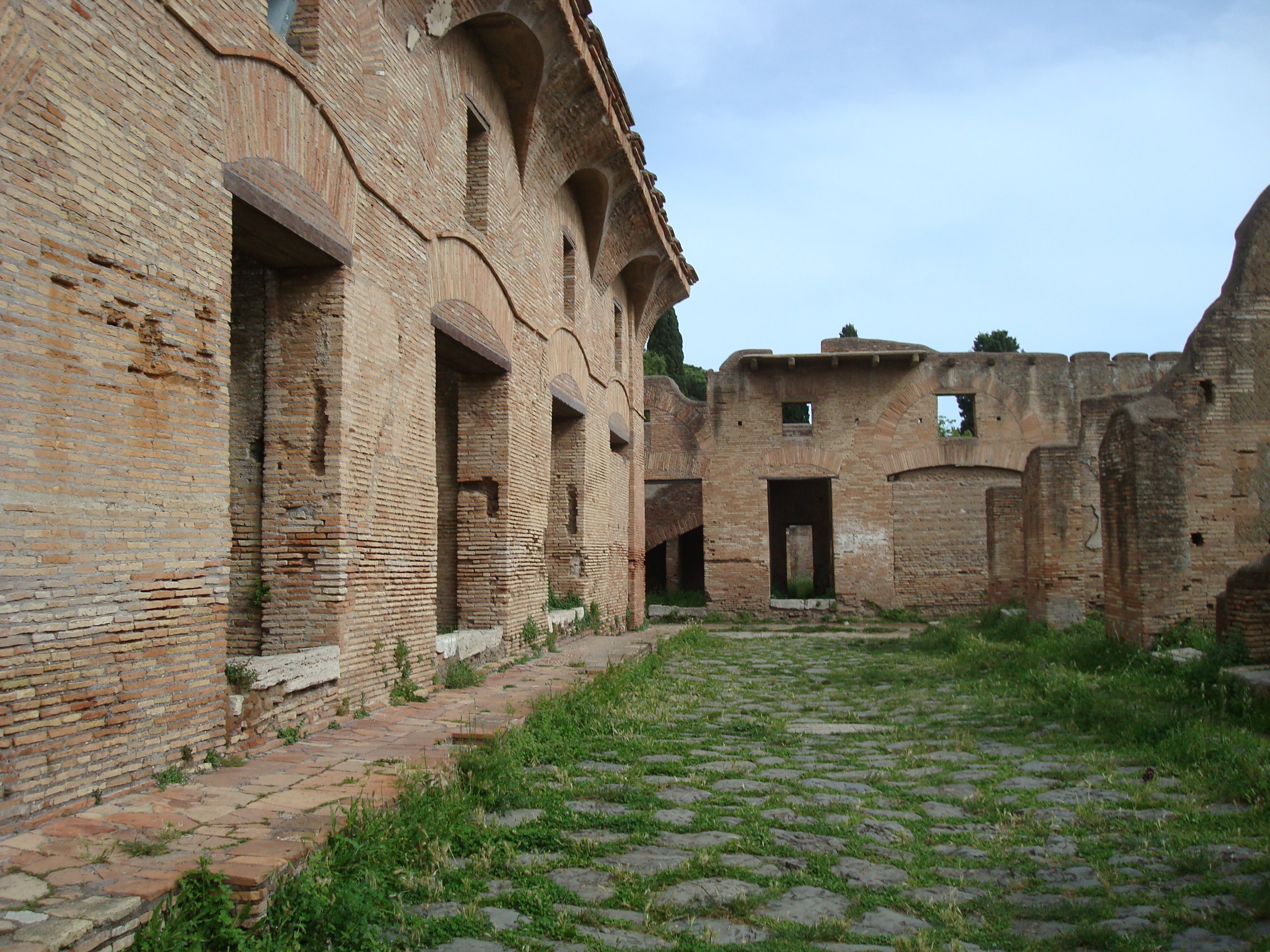
insulae of Ostia Antica.

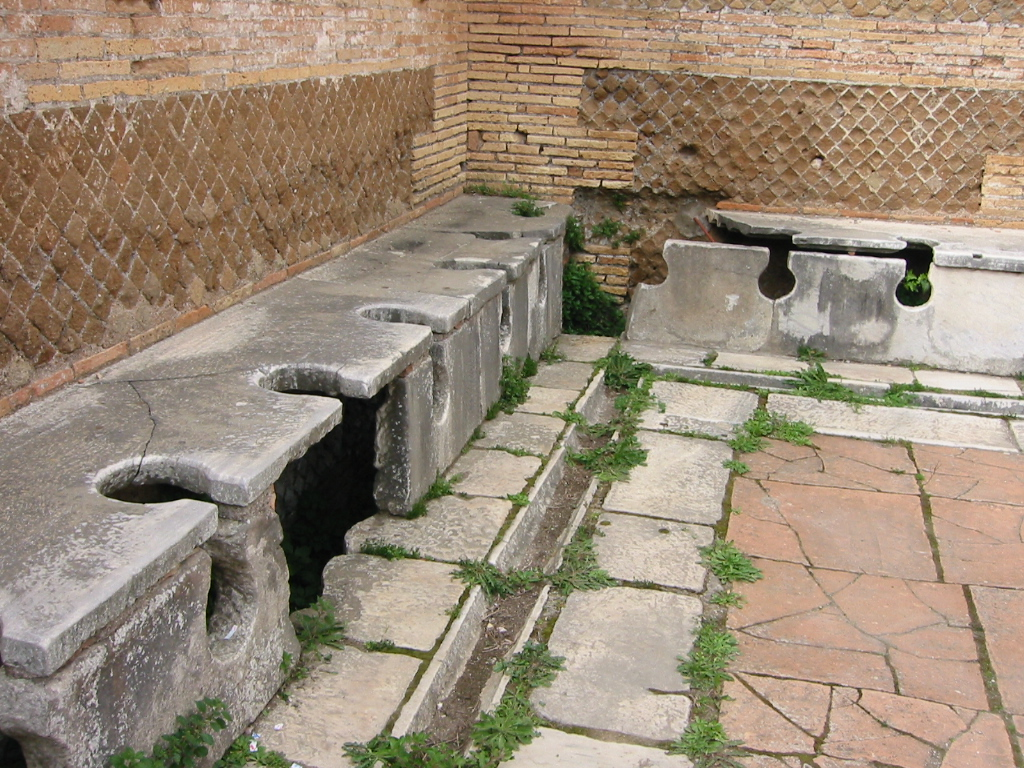
Public latrinae.

På grund av den ständigt fortgående uppslamningen och andra olägenheter visade sig den gamla hamnen efter hand otillräcklig för världsstaden Rom, varför kejsar Claudius (41-54) år 42 för oerhörda kostnader anlade en ny hamn, den så kallade Portus Augusti (nuvarande Porto) fyra kilometer längre norrut. Intill denna anlade Trajanus (98-117) en annan, Portus Trajani, varjämte en präktig kanal grävdes från Tibern till hamnen och havet. Denna så kallade fossa Trajani kom så småningom att utgöra den segelbara högra armen av Tibern. 
Under kejsartiden var den en blomstrande stad och uppskattad badort.
År 68 f.Kr. plundrades Ostia av pirater. Under plundringen stacks staden i brand, krigsflottan förstördes och två framstående senatorer kidnappades. Attacken orsakade sådan panik att Pompejus den store tvingade tribunen Aulus Gabinus att föreslå en ny lag, Lex Gabinia som skulle tillåta Pompejus att ställa en armé på fötter för att förgöra piraterna. Så skedde också inom ett år.
Staden byggdes upp igen och försågs med skyddsvallar av statsmannen och talaren Marcus Tullius Cicero.
Efter Alarik I:s och andras angrepp förlorade Ostia i betydelse. 
Vid arkeologiska utgrävningar vid slutet av 1800-talet har omfattande ruiner och konstverk från romartiden kommit i dagen nära nuvarande Ostia, en liten by med ett par hundra invånare, belägen omkring fem kilometer från den nuvarande kusten, som på grund av uppslamningen årligen växer med ett par meter. 
Ostia är biskopssäte, ett av de äldsta och mest ansedda i den katolska kristenheten.